# Di Tattinu
Das Brunnenheiligtum (italienisch Pozzo sacro) di Tattinu liegt in der Nähe der byzantinischen Kirche  Sant'Elia, bei Nuxis in der Provinz Sulcis Iglesiente auf Sardinien. Der heiligen Brunnen aus dem 11. Jahrhundert v. Chr. ist mit einer Nuraghensiedlung aus verschiedenartigen Hüttenresten verbunden.

## Beschreibung
Di Tattinu unterscheidet sich von anderen Brunnenheiligtümern der Insel durch das Fehlen von oberirdisch sichtbaren Strukturen. Eine weitere Besonderheit ist die über acht Meter tiefe und 1,25 bis 1,10 breite Treppe mit 28–29 Stufen über der zwei Traversen den Abgang stützen. Der über 5 Meter tiefe Schacht des Brunnens ist zum Unterschied von den übrigen Tempeln auf Sardinien elliptisch (1,82 × 1,25 m). Das Mauerwerk besteht aus großen und kleinen Blöcken.
Unter den gefundene Votivgaben aus Keramik waren Figuren, einige Gläser mit flachem Rand, sowie Hängegefäße, Schüsseln und Schalen aus der späten Bronzezeit.